# コッサFC
コッサFC（Kossa FC）はソロモン諸島のサッカークラブチームの1つ、OFCに所属しているコロアレFCと同じくホニアラFAリーグおよびソロモン諸島ナショナル・クラブ・チャンピオンシップに参加している。OFCチャンピオンズリーグ2007-08ではワイタケレ・ユナイテッドに敗れたが準優勝を果たした。

## タイトル

### 国内タイトル
- ソロモン諸島・Sリーグ: 1

2006–07
- ホニアラFAリーグ: 1

2008–09

### 国際タイトル
- OFCチャンピオンズリーグ2007-08準優勝。